# Smerdyna
Smerdyna – wieś w Polsce, położona w województwie świętokrzyskim, w powiecie staszowskim, w gminie Staszów.
W latach 1975–1998 miejscowość administracyjnie należała do województwa tarnobrzeskiego.
Przez wieś przebiega szlak Małopolska Droga św. Jakuba.

## Charakterystyka wsi
Smerdyna słynie przede wszystkim z kamieniołomów i wydobywanego w nich piaskowca i wapnia. Ludność w większości trudniła się wydobyciem tych surowców. Ponadto utrzymywała się z zalesień, handlu i ze względu na słabe gleby, tylko w niewielkim zakresie z uprawy roli.
W Smerdynie znajduje się szkoła podstawowa i przedszkole. Do szkoły uczęszcza około 90 dzieci, nie tylko ze Smerdyny, ale także z innych, okolicznych wsi. W trakcie wojny szkoła pełniła funkcję szpitala, po wojnie odbywały się w niej zebrania, organizowane były dziecińce wiejskie (w okresie żniw, w czasie gdy część rodziców pracowała w polu Towarzystwo Przyjaciół Dzieci organizowało dzieciom zajęcia).
Działa OSP mająca tu swoją remizę i dwa wozy bojowe.

## Położenie
Miejscowość położona jest około 13 km od Staszowa.
Smerdyna dzieli się na Górną i Dolną. Przylegające do wsi przysiółki mają swoje własne nazwy, są to m.in.: Przyłoski, Opalina i mniejsze Paśtwiska, Kaczkówka, Dworskie, Gęsia Ulica i Gojsce. Wieś liczy ok. 350 domów.
Smerdynę otaczają wsie: Czajków Pn., Czajków Pd., Łukawica, Budy, Wiązownica-Kolonia, Wiązownica Mała oraz Wiązownica Duża.

## Współczesne części wsi
| SIMC    | Nazwa          | Rodzaj      |
| ------- | -------------- | ----------- |
| 1019409 | Kaczkówka      | kolonia     |
| 1019415 | Kamionka       | osada leśna |
| 1019421 | Karolinów      | kolonia     |
| 1019450 | Opalina        | osada       |
| 1019473 | Smerdyna Dolna | część wsi   |
| 1019480 | Smerdyna Górna | część wsi   |
| 1019527 | Zawadówka      | kolonia     |

## Dawne części wsi – obiekty fizjograficzne
W latach 70. XX wieku przyporządkowano i opracowano spis lokalnych części integralnych dla Smerdyny zawarty w tabeli 2.

| Nazwa wsi – miasta    | Nazwy części wsi – miasta | Nazwy obiektów fizjograficznych – charakter obiektu |
| --------------------- | --- | --- |
| I. Gromada WIĄZOWNICA | | |
| 1. Smerdyna           | 1. Dwór 2. Gojsce 3. Kaczkówka 4. Kamionka 5. Kamionki 6. Karolinów 7. Opalina 8. Pod Lasem 9. Podkarczmie 10. Przyłazki 11. Smerdyna Dolna 12. Smerdyna Górna 13. Zawadówka | 1. Chłopski Las – las 2. Dobra – las 3. Dworskie – pole 4. Gojsce – pole, las 5. Górecki Las – las 6. Jasklówka – las 7. Kamionki – kamieniołom, pole 8. Karolinów – pole 9. Opalina – pole, łąki 10. Pasternik – łąka 11. Pastwiska na Przyłazkach – pole 12. Pastwiska pod Wiązownicą – pole 13. Piachy – pole, nieużytki 14. Pod Lasem – pole 15. Podkarczmie – pole 16. Przyłazki – pole 17. Smerdyna Dolna – pole 18. Smerdyna Górna – pole 19. Smerdynianka – rzeczka 20. Zawadówka – pole |

## Historia
Wieś powstała w XII wieku, jako osada smerdów. To od nich pochodzi prawdopodobnie nazwa miejscowości. Legenda głosi, że nazwa pochodzi z okresu, kiedy miejscowy możnowładca wybudował dzwonnicę, aby zwoływać ludzi do pracy, a ponieważ słychać było szmer rzeki i odgłos dzwonów, który brzmiał jak dyna, dyna, stąd nazwa Smerdyna.
W wieku XIX Smerdynia, w XV w. Smerdyna, 1508 r. Smerdzyna, 1578 r. Smirdzyna, wieś i folwark, powiecie sandomierskim, gminie Górki, parafii Wiązownica, odległa od Sandomierza 31 w. W 1882 miała 91 domów, 654 mieszkańców, 457 mórg ziemi dworeskiej, 820 włościańskiej. W 1827 r. było 58 domów i 401 mieszkańców folwark Smerdyna wchodzi w skład dóbr Klimontowice.
Smerdyna w wieku XV, wieś królewska, w parafii Wiązownica, miała 50 łanów kmiecych, 3 karczmy z rolą, 2 młyny z rolą, z których płacono dziesięcinę snopową i konopną wartości 20 grzywien (Długosz L.B. t.II s.326).
Według registru poborowego z powiatu sandomierskiego z r. 1508 część wsi Smerdzyna, własność Gniewosza, płaciła poboru 9 denarów i 9 groszy.
W r. 1578 wieś królewska Smirdzyna miała 34 osad na 17¼ łanach kmiecych, 2 zagrodników z rolą, 1 zagrodnika bez roli, 3 komorników, 5 biednych, 5 rzemieślników (Pawiński, Małop. s.170,461,463).
Wieś ta zostaje w 1620 r. w dzierżawie Ossolińskich. Jerzy Ossoliński nabywszy połowę Okrzei (druga połowa królewska), w powiecie stężyckim, zamienił ją na Smerdynię, która stała się prywatną własnością.

## Zabytki
We wsi znajduje się zabytkowy dworek i pozostałości innych zabudowań dworskich, w tym dzwonnicy.

## Parafia
Smerdyna należy do parafii Wiązownica Kolonia. W Wiązownicy Kolonii znajduje się także główny Kościół parafii. W Smerdynie w 2006 roku wzniesiona została kaplica pod wezwaniem bł. Urszuli Ledóchowskiej